# WTA 125s
WTA 125s es una serie de torneos internacionales de tenis profesional femenino, organizada por la WTA desde 2012. Es el segundo nivel del tenis femenino, por detrás del WTA Tour y por delante del Circuito Femenino ITF, que es el tercer nivel. Las jugadoras que tienen éxito en los torneos WTA 125s pueden sumar suficientes puntos en el ranking como para ser elegibles para el cuadro principal o de preclasificación del WTA Tour.
Los torneos ofrecen premios total de 125 000 dólares estadounidenses más gastos de hospedaje.

## Eventos
| Torneos activos |
| No realizados   |

| País            | Torneo                 | Nombre Oficial                                    | Ciudad Sede            | Superficie      |
| Alemania        | Karlsruhe              | Karlsruhe Open                                    | Karlsruhe              | Arcilla         |
| Australia       | Canberra               | Workday Canberra International                    | Canberra               | Dura            |
| Andorra         | Andorra                | Crèdit Andorrà Open                               | Andorra la Vieja       | Dura (i)        |
| Argentina       | Buenos Aires           | Argentina Open                                    | Buenos Aires           | Arcilla         |
| Brasil          | Florianópolis          | Mundotenis Open                                   | Florianópolis          | Arcilla         |
| Canadá          | Vancouver              | Odlum Brown VanOpen                               | Vancouver              | Dura            |
| Chile           | Colina                 | LP Open by IND                                    | Colina                 | Arcilla         |
| China           | Zhengzhou              | Jinyuan Cup                                       | Zhengzhou              | Dura            |
| China           | Anning                 | Kunming Open                                      | Anning                 | Dura            |
| China           | Nanchang               | Jiangxi International Women's Tennis Open         | Nanchang               | Dura            |
| China           | Suzhou                 | Suzhou WTA Challenger                             | Suzhou                 | Dura            |
| China           | Dalian                 | Dalian Women's Tennis Open                        | Dalian                 | Dura            |
| China           | Ningbo                 | Ningbo International Women's Tennis Open          | Ningbo                 | Dura            |
| China           | Nanjing                | Nanjing Ladies Open                               | Nanjing                | Dura            |
| China Taipéi    | Taipéi                 | OEC Taipei Ladies Open OEC Taipei WTA Challenger  | Taipéi                 | Alfombra (i)    |
| Colombia        | Cali                   | Copa Bionaire                                     | Cali                   | Arcilla         |
| Colombia        | Barranquilla           | Barranquilla Open                                 | Barranquilla           | Dura            |
| Corea del Sur   | Seúl                   | Hana Bank Korea Open                              | Seúl                   | Dura (i)        |
| Croacia         | Bol                    | Bol Open                                          | Bol                    | Arcilla         |
| Croacia         | Makarska               | Makarska International Championships              | Makarska               | Arcilla         |
| Eslovenia       | Liubliana              | WTA Zavarovalnica Sava Ljubljana                  | Liubliana              | Arcilla         |
| España          | La Bisbal del Ampurdán | Torneig Internacional de Tennis Femení Solgironès | La Bisbal del Ampurdán | Arcilla         |
| España          | Marbella               | AnyTech 365 Andalucía Open                        | Marbella               | Arcilla         |
| España          | Reus                   | Catalonia Open                                    | Reus                   | Arcilla         |
| España          | Valencia               | BBVA Open Internacional de Valencia               | Valencia               | Arcilla         |
| Estados Unidos  | Indian Wells           | Oracle Challenger Series Indian Wells             | Indian Wells           | Dura            |
| Estados Unidos  | San Antonio            | San Antonio 125k Series Tennis Open               | San Antonio            | Dura            |
| Estados Unidos  | Newport Beach          | Oracle Challenger Series Newport Beach            | Newport Beach          | Dura            |
| Estados Unidos  | Carlsbad               | Carlsbad Classic                                  | Carlsbad               | Dura            |
| Estados Unidos  | Honolulu               | Hawaii Open                                       | Honolulu               | Dura            |
| Estados Unidos  | New Haven              | Oracle Challenger Series New Haven                | New Haven              | Dura            |
| Estados Unidos  | Houston                | Oracle Challenger Series Houston                  | Houston                | Dura            |
| Estados Unidos  | Chicago                | Oracle Challenger Series Chicago                  | Chicago                | Dura            |
| Estados Unidos  | Charleston             | LTP Charleston Pro Tennis                         | Charleston             | Arcilla (verde) |
| Estados Unidos  | Concord                | Thoreau Tennis Open                               | Concord                | Dura            |
| Estados Unidos  | Columbus               | WTA Columbus 125                                  | Columbus               | Dura (i)        |
| Estados Unidos  | Midland                | Dow Tennis Classic                                | Midland                | Dura (i)        |
| Estados Unidos  | Stanford               | Golden Gate Open                                  | Stanford               | Dura            |
| Francia         | Angers                 | Open Angers Arena Loire                           | Angers                 | Dura (i)        |
| Francia         | Contrexéville          | Grand Est Open 88                                 | Contrexéville          | Arcilla         |
| Francia         | Limoges                | Open GDF Suez de Limoges Engie Open de Limoges    | Limoges                | Dura            |
| Francia         | Saint-Malo             | L'Open 35 de Saint-Malo                           | Saint-Malo             | Arcilla         |
| Francia         | París                  | Trophee Lagardère                                 | París                  | Arcilla         |
| Francia         | Ruan                   | Open Capfinances Rouen Métropole                  | Ruan                   | Dura (i)        |
| Hungría         | Budapest               | Budapest Open 125                                 | Budapest               | Arcilla         |
| India           | Mumbai                 | Mumbai Open                                       | Mumbai                 | Dura            |
| India           | Pune                   | Royal Indian Open                                 | Pune                   | Dura            |
| Italia          | Bari                   | Open Delle Puglie                                 | Bari                   | Arcilla         |
| Italia          | Florencia              | Firenze Ladies Open                               | Florencia              | Arcilla         |
| Italia          | Gaiba                  | Veneto Open                                       | Gaiba                  | Hierba          |
| Italia          | Parma                  | Parma Ladies Open                                 | Parma                  | Arcilla         |
| México          | Guadalajara            | Abierto Zapopan                                   | Guadalajara            | Dura            |
| México          | San Luis Potosí        | San Luis Potosí Open                              | San Luis Potosí        | Arcilla         |
| México          | Tampico                | Abierto Tampico                                   | Tampico                | Dura            |
| Polonia         | Grodzisk Mazowiecki    | Polish Open                                       | Grodzisk Mazowiecki    | Dura            |
| Portugal        | Oeiras                 | Oeiras Ladies Open                                | Oeiras                 | Arcilla         |
| República Checa | Praga                  | TK Sparta Prague Open                             | Praga                  | Dura            |
| Rumania         | Bucarest               | Țiriac Foundation Trophy                          | Bucarest               | Arcilla         |
| Rumania         | Iasi                   | Concord Iași Open                                 | Iași                   | Arcilla         |
| Serbia          | Belgrado               | Belgrade Challenger                               | Belgrado               | Arcilla         |
| Suecia          | Bastad                 | Swedish Open                                      | Bastad                 | Arcilla         |
| Tailandia       | Hua Hin                | Hua Hin Championships                             | Hua Hin                | Dura            |
| Uruguay         | Montevideo             | Hua Hin Championships                             | Montevideo             | Arcilla         |